# Snegir
Snegir (russisk: Снегирь) er en russisk spillefilm fra 2023 af Boris Khlebnikov.

## Medvirkende
- Veronika Aniskina
- Ilja Borisov
- Konstantin Gajokho som Andrej
- Oleg Kamensjjikov som Jevgenij
- Makar Khlebnikov som Nikita
- Mikhail Kremer som Serjoga
- Vladimir Lukjantjikov som Dimon